# Horta (amanida)
Horta (χόρτα) o horta vrasta (χόρτα βραστά) és una amanida grega a base de verdures bullides.

## Etimologia
La paraula horta (χόρτα) és una transliteració en plural del grec modern de la paraula χόρτο, que significa herbes o verdures, especialment del tipus lletsons.

## Ingredients i preparació
Es prepara a base d'una barreja de fulles verdes de plantes comestibles.
N'hi ha unes 80; cal destacar:
- Borratja o borraina (Borago officinalis)
- Bleda silvestre (Beta vulgaris subsp. maritima)
- Citró, herba groga o ravenissa negra (Hirschfeldia incana)
- Col verda (Brassica oleracea var. sabellica)
- Dent de lleó o llumenetes (Taraxacum officinale)
- Fonoll o fenoll (Foeniculum vulgare)
- Lletsó d'hort o llicsó (Sonchus oleraceus)
- Mostassa borda o mostalla borda (Sinapis arvensis)
- Morella vera (Solanum nigrum)
- Sarró o espinac de muntanya (Chenopodium bonus-henricus)
- Taperera (Capparis spinosa)
- Xicoira (Cichorium intybus)

Les combinacions depenen de la família, del lloc i de l'època de l'any. És un costum de la Grècia rural sortir al camp a collir fulles comestibles com qui va a buscar bolets.
Després de bullir les fulles es llença l'aigua i es deixen refredar mentre es posen a escórrer. Horta és un plat de color verd molt fosc que es serveix fred amanit amb oli d'oliva i suc de llimona. Els grecs gaudeixen d'aquest plat com a complement d'altres plats locals.